# Neoempheria evanescens
Neoempheria evanescens är en tvåvingeart som beskrevs av Günther Enderlein 1910. Neoempheria evanescens ingår i släktet Neoempheria och familjen svampmyggor. Inga underarter finns listade i Catalogue of Life.